# Adam de Bremen
Adam de Bremen fou un clergue, teòleg i cronista medieval alemany que va viure durant la segona meitat del segle xi. Les dates del seu naixement i mort són incertes, es pensa que va néixer abans de l'any 1050 i la seva mort se situa entre el 1081 i el 1085.
Provenia de la regió bavaresa d'Oberfranken, probablement de la zona de Würzburg i va ser educat a l'escola de la catedral de Bamberg. Va arribar a Bremen vers el 1066 mentre Adalbert de Bremen era l'arquebisbe de l'arxidiòcesi (1043-1072). El 1069 va tornar d'un viatge a Dinamarca com a emissari de l'arquebisbe Adalbert en visita al rei Svend II i esdevé magister scholarum i més tard director de l'escola de la catedral. Entre el 1075 i el 1080 va escriure el tractat Gesta Hammaburgensis ecclesiae pontificum, qua abasta des del 788 fins al moment en què va ser escrit. Els dos primers volums es dediquen a la història de l'arxidiòcesi de Bremen-Hamburg, el tercer a la biografia de l'arquebisbe Adalbert, el quart a la descripció de les terres del nord i el darrer és una col·lecció d'hexàmetres dedicats a l'arquebisbe Liemar, successor d'Adalbert.
És una de les fonts més importants de la geografia i la història escandinava antiga gràcies al quart volum de l'obra que descriu Escandinàvia, la regió del Bàltic, Islàndia, Groenlàndia i Vinland, la zona de l'Amèrica del Nord coneguda pels vikings. Essent la primera menció documental (capítol 38) d'una part del continent Americà.